# János Berze Nagy
János Berze Nagy (* 23. August 1879 in Besenyőtelek, Komitat Heves; † 6. April 1946 in Pécs) war ein ungarischer Sprach- und Literaturwissenschaftler.
János Berze Nagy besuchte von 1889 bis 1896 er das Gymnasium von Gyöngyös. Schon als Gymnasiast war er sehr von der ungarischen Volkstradition beeindruckt und begann im Alter von 14 Jahren eine Sammeltätigkeit. Er studierte an der Philologischen Fakultät der Universität Budapest. Als Student von Lajos Katona nahm er an der Forschung und Untersuchung der ungarischen Volksmärchen teil.  
Im Auftrag der Ungarischen Akademie der Wissenschaften und der Kisfaludy-Gesellschaft sammelte er Material für das Ungarische Dialektwörterbuch, die in der Arbeit Dialekt im Komitat Heves mündete. 1905 wurde er zum Doktor der Philosophie promoviert.
Zwischen 1905 und 1939 arbeitete er als Schulinspektor. Daneben beschäftigte er sich weiter mit der Volksmärchenforschung. 
Dank seiner Tätigkeit erhielt die Märchenforschung internationales Ansehen, wobei er für Ungarn eine führende Rolle darin erwarb.

## Werke
- Ungarische Traditionen im Komitat Baranya
- Märchenwörterbuch
- Typen der ungarischen Volksmärchen
- Himmelhohes Gras
- Alte ungarische Volksmärchen

## Ehrungen
In Gyöngyös wurde das Gymnasium 1971 nach ihm benannt. In Pécs gibt es eine Tradition unter Brautpaaren, als Treueschwur Vorhängeschlösser gegenüber seinem Haus anzubringen.
| Personendaten    | Personendaten                                    |
| ---------------- | ------------------------------------------------ |
| NAME             | Berze Nagy, János                                |
| KURZBESCHREIBUNG | ungarischer Sprach- und Literaturwissenschaftler |
| GEBURTSDATUM     | 23. August 1879                                  |
| GEBURTSORT       | Besenyőtelek, Komitat Heves                      |
| STERBEDATUM      | 6. April 1946                                    |
| STERBEORT        | Pécs                                             |